# 厨房のありす
『厨房のありす』（ちゅうぼうのありす）は、2024年1月21日から3月24日まで日本テレビ系「日曜ドラマ」枠で放送されたテレビドラマ。主演は門脇麦。
社会的コミュニケーションの困難さや空間・人・特定の行動に対する強いこだわりが見られる発達障害のひとつである自閉スペクトラム症を患っている女性料理人と彼女を取り巻く人々との交流を通じて変わり始める生活の妙味を描いていくヒューマンドラマ。

## あらすじ
街の小さな食堂「ありすのお勝手」を営む八重森ありすは、自閉スペクトラム症(ASD)を抱えているが、料理上手で驚異的な記憶力と化学の理論を基に、最適かつ最高の料理を導き出す。
これは、そんなありすと店を訪れる客との触れ合いを描いたものである。

## キャスト

### 主要人物
八重森ありす（やえもり ありす）〈28〉
演 - 門脇麦（幼少期：泉谷星奈、8歳時：永瀬ゆずな）
本作の主人公。料理店「ありすのお勝手」の店主。
自閉スペクトラム症（ASD）の特性から頑固でこだわりが強く、コミュニケーション能力に欠けるが、驚異的な記憶力の持ち主で特に大好きな化学においては膨大な知識を持ちあわせる。母を火事で亡くして以来、3歳の頃から、有機化学者の父・心護と2人暮らしをしている。心護の影響で化学にハマり、5歳で大学生の課題を解くまでに。やがて食材の栄養素や調理工程を、化学式や化学変化で理解するようになる。「料理は化学です」が口癖で、ひとたび料理の解説をし始めると止まらない。お客さんの健康状態や精神状態から、その人に合った“やさしいごはん”を作る天才料理人。
酒江倖生（さかえ こうせい）〈24〉
演 - 永瀬廉（小学生時代：渡邉斗翔）
住所不定のフリーター。バイト希望として「ありすのお勝手」に転がり込む謎の青年。
八重森心護（やえもり しんご）〈51〉
演 - 大森南朋
ありすの父。有機化学を教える東名大学教授。ゲイを公言している。

### ありすの関係者
三ツ沢和紗（みつざわ かずさ）〈28〉
演 - 前田敦子（幼少期：寺田藍月）
ありすの幼馴染みで、唯一の友達。近所の『三ツ沢工務店』の一人娘。地元では有名な最強の元ヤン。気が強く幼少期からケンカも強いが、心根は優しく、その拳でありすをいじめから守り抜いてきた。
「ありすのお勝手」でホール係として接客を担当している。
三國谷優作（みくにや ゆうさく）〈28〉
演 - 前原瑞樹（幼少期：中村羽叶）
ありすと和紗の幼なじみ。「スーパー三國谷」の店長。

### 五條製薬
五條蒔子（ごじょう まきこ）〈51〉
演 - 木村多江
研究開発担当取締役。現役の創薬化学者。心護の元同僚でもある。
五條道隆（ごじょう みちたか）〈74〉
演 - 北大路欣也（特別出演）
蒔子の父。同社のCEO。会社を守るためであれば、どんな手でも利用する。
ありすや倖生に厳しく接する。
五條誠士（ごじょう せいじ）〈52〉
演 - 萩原聖人
蒔子の夫。同社の次期CEOで、蒔子と心護とは元同僚の間柄。

### 三ツ沢工務店
三ツ沢金之助（みつざわ きんのすけ）〈34〉
演 - 大東駿介
大工。和紗の夫。和紗と同じく元ヤン。通称は「金ちゃん」。
三ツ沢定一郎（みつざわ じょういちろう）〈55〉
演 - 皆川猿時
社長。和紗の父。八重森親子を側で支えている。腰痛持ち。
三ツ沢明希子（みつざわ あきこ）〈53〉
演 - 阿南敦子
専務。和紗の母。
三ツ沢虎之助（みつざわ とらのすけ）〈9〉
演 - 三浦綺羅
和紗と金之助の息子（長男）。
三ツ沢銀之助（みつざわ ぎんのすけ）〈6〉
演 - 湯本晴
和紗と金之助の息子（次男）。

### 東名大学
松浦百花（まつうら ももか）〈25〉
演 - 大友花恋
心護の研究室に出入りしている稲城化成の営業担当。倖生の元同級生。
高校時代から倖生に好意を抱いており、ありすを目の敵にする。
山口礼央（やまぐち れお）〈22〉
演 - 橘優輝
心護の研究室に所属する大学生。栄太とは恋人同士。
野村栄太（のむら えいた）〈22〉
演 - 堀野内智
心護の研究室に所属する大学生。礼央とは恋人同士。

### 「ありすのお勝手」常連客
柴崎明里（しばざき あかり）
演 - 金澤美穂
常連客。不動産屋「プリスタホーム」の社員。
白石雅美（しらいし まさみ）
演 - 伊藤麻実子
常連客。歯科衛生士。
柏原優奈（かしわばら ゆうな）
演 - 新井郁
常連客。和紗のママ友。夫は海外赴任中。空（そら）という名の息子がおり、お受験を控えている。受験が失敗したら自分には母として何の価値もないと思い込み、すべて自分一人でこなそうとしている。

### その他
大塚圭介
演 - 渡辺大知（第2話 - ）
不動産営業マン。明里の職場の先輩。
十嶋晃生（としま あきお）
演 - 竹財輝之助（第5話 - ）
倖生の父親。心護の元恋人。故人。五條製薬創薬化学研究所の元所長だった。周囲にゲイであることを告白できず、女性と結婚した。
所長時代に横領疑惑を着せられて自殺した。

### ゲスト

#### 第1話
久保田哲夫
演 - BOB（第3話・第4話・第6話 - 第8話・最終話）
「ありすのお勝手」を愛する常連客。
今村翔太郎（いまむら しょうたろう）
演 - 佐久間悠（第3話・第6話・最終話）
常連客。東名大学の学生。今日、彼女に告白しようと思っている、と話す。
正一
演 - 西村直人
商店街の鮮魚店「魚清」の店主。
客
演 - ドロンズ石本
からあげが食べたいと言っているのに、ありすから豚キムチを薦められる。
客
演 - 鎌田麻里名
胃が痛い女性客。ありすに”ふんわり胃に優しいレタスかに玉あんかけご飯”を薦められる。
アナウンサー
声 - 尾崎里紗（日本テレビアナウンサー）（最終話）
五條製薬が新たな入眠剤の臨床試験を開始したニュースを伝える。
10年前の横領の証拠を蒔子が破棄していた件は、時効により送検が見送りになった、というニュースを伝える（最終話）。

#### 第2話
白石敬
演 - 近藤公園（最終話）
雅美の夫。妻が和紗に離婚しろとそそのかされた、と怒って「ありすのお勝手」に押しかけてくる。
太田俊彦
演 - ミスターちん（第6話）
ありす行きつけの精肉店「肉の太田」店主。
料理人
演 - 三濃川陽介、藤田啓介
ありすがかつて働いていた洋食屋の料理人。

#### 第3話
柏原陽子（かしわばら ようこ）
演 - 円城寺あや
優奈の厳しい義母。
柏原空
演 - 石塚錬
優奈の息子。お受験のため塾に通っている。
瑞穂
演 - 田中美久（第6話）
翔太郎が告白した相手。共に「ありすのお勝手」にやって来る。
客
演 - 板倉武志
初めて来店し腰が痛いと訴えたら、鯖の味噌煮を勧められる。
保育士
演 - 忠美旬子
ブランコに乗るなら積み木を戻そう、と幼少時のありすを窘める。
園児
演 - 笹原妃菜
幼少時のありすに積み木を貸して、と頼むがケガをさせられてしまう。
保護者
演 - 牧佳子、新野アコヤ、長田涼子
開かれた保育園の保護者集会で、ありすとその保護者である心護を糾弾する。
園長先生
演 - あづみ昌宏
保育園の園長先生。
西村
演 - 伊藤亜斗武
「スーパー三國谷」の店員。ありすのことを警戒している。
店員
演 - 得田舞美
「スーパー三國谷」の女性店員。皆と共に行方の解らなくなった空を探す。

#### 第4話
五條未知子
演 - 国仲涼子（第8話・最終話）
ありすの実の母親。五條蒔子の妹。五條製薬の研究者だったが火事で亡くなった。
受付
演 - 土井玲奈
五條製薬の受付嬢。
社員
演 - 鎌田将司
五條製薬の社員。蒔子の部屋に入ろうとしていたありすと倖生を呼び止め、逃げ出したふたりを追い詰める。
社員
演 - 長谷場俊紀、諒太郎、宮島はるか
ありすの弁当を喜ぶ五條製薬の社員たち。
従業員
演 - 小関楼丸、久獅、三浦健人
かつて倖生が働いていた仕事場の従業員。倖生にサイフ泥棒の濡れ衣を着せる。
社員
演 - 古川康
今日代表は出社しているか、と誠士より訊かれる五條製薬の社員。
消防隊員
演 - 村田秀亮（とろサーモン）（第8話）
幼いありすを火事場から救出した消防隊員。

#### 第6話
小林
演 - 村岡希美
WEB雑誌の記者。睡眠不足だというのを考慮した料理をありすは用意したが、ASDに関する質問ばかりで一口も食べてもらえなかった。
カメラマン
演 - 小宮浩信（三四郎）
上記記者に同行したスチールカメラマン。
「ありすのお勝手」の客
演 - 中西美帆
取引先に好きな人がおり、その恋が上手く行く料理を注文する。
「ありすのお勝手」の客
演 - 羽瀬川なぎ、熊谷晟那
付き合って一周年のカップル。女性は冷え性を、男性はパソコンのし過ぎの疲れ目を訴える。
「ありすのお勝手」の客
演 - 上埜すみれ
夫との倦怠期を訴える客。
「ありすのお勝手」の客
演 - 野木茜
彼氏が浮気してる客。
「ありすのお勝手」の客
演 - 佐藤あかり
元彼とよりを戻したいと訴える客。
「ありすのお勝手」の客
演 - 小野由香、佑々木優
店外の行列で「待たせすぎ」と文句を言う客とその連れ。もう別の店にしようとしたところ、食後のカップルが「めっちゃ美味しかった」と礼を言ったのを見て思い直す。

#### 第7話
十嶋恵
演 - 芳野友美（第8話）
酒江倖生の母親。夫の自死後、一人で子供を育てる為がむしゃらに働き、体を壊して死去。息子には心護が当時の同僚の晃生に横領をやらせていたと説明していた。
みね
演 - 中山求一郎
ありすが赴いた恋活パーティの参加者の男性。質問ばかりするありすに「ありすさんが好きなことを喋ればいいのに」といったところ、分子の話をし出したのに閉口する。
同僚
演 - 竹森千人
久保田が「ありすのお勝手」に連れて来た同僚。動脈硬化気味だというので、ありすは一旦まぐろカツを作ろうとしたが、倖生の好物なのを思い出して作れなくなり、代わりにセロリサラダを出す。
司会者
演 - 苗代泰地
「平成生まれ限定 恋活PARTY」の司会者。クラッカーの大きな音に驚いて取り乱すありすを止めようと、背後から接触してしまい更に事態が悪化する。
医師、看護師
演 - 錦織大輔、夏目実幸
ありす宅で倒れ、救急搬送された和紗を緊急手術した千歳代田産婦人科病院の医師たち。

#### 第8話
柳田
演 - 半海一晃（第9話）
西都医大医師。五條製薬の新薬入眠剤の臨床試験を担当。頭痛の副作用の数値が気になると蒔子に話す。
10年前にも鎮痛剤の臨床試験データ改ざんを依頼され、五條製薬からお金をもらっていた。
仕立て屋
演 - レン杉山
五條誠士のスーツの仕立てを担当するテーラー。
同級生
演 - 掛裕登
9年前、倖生が高校生だった時の同級生。
同級生
演 - 鈴木楽、末次桃亜
虎之助の同級生たち。社会科見学で三ツ沢工務店を訪れる。

#### 第9話
温田実
演 - 岡部たかし
25年前の火事の後、すぐに五條製薬創薬化学研究所を辞めた社員。火事は放火だったと思っている。

## スタッフ
- 脚本 - 玉田真也、野田慈伸[67]
- 音楽 - 横山克[1]
- 主題歌 - miwa「それでもただ」（Sony Music Labels Inc.）[68]
- ナレーション - 中村啓子
- ASD監修 - 佐野良、岡崎味音、狩谷育子、浮貝明典、育桜福祉会、PDDサポートセンターグリーンフォーレスト
- 料理監修・劇中料理 - 赤堀博美
- 化学監修 - 佐藤健太郎
- LGBTQ監修 - 白川大介
- 法律監修 - 川滿健太郎
- 演出 - 佐久間紀佳、鈴木勇馬、瀬野尾一、猪股隆一[67]
- チーフプロデューサー - 三上絵里子[1]
- プロデューサー - 鈴間広枝、諸田景子、松山雅則[1]
- 制作協力 - トータルメディアコミュニケーション
- 製作著作 - 日本テレビ

## 放送日程
| 各話                                                                        | 放送日  | サブタイトル             | 脚本     | 演出                | 視聴率 |
| --------------------------------------------------------------------------- | ------- | ------------------------ | -------- | ------------------- | ------ |
| 第1話                                                                       | 1月21日 | 普通のきみは素晴らしい   | 玉田真也 | 佐久間紀佳 鈴木勇馬 | 6.2%   |
| 第2話                                                                       | 1月28日 | 誰かと共に生きること     | 玉田真也 | 鈴木勇馬            | 5.2%   |
| 第3話                                                                       | 2月04日 | 「助けて」って言えば良い | 玉田真也 | 鈴木勇馬            | 4.7%   |
| 第4話                                                                       | 2月11日 | 自分をあきらめないで     | 玉田真也 | 鈴木勇馬            | 5.2%   |
| 第5話                                                                       | 2月18日 | 恋とはナンダ…!?          | 玉田真也 | 瀬野尾一            | 5.5%   |
| 第6話                                                                       | 2月25日 | ごめんなさい、好きです   | 野田慈伸 | 猪股隆一            | 5.2%   |
| 第7話                                                                       | 3月03日 | 生まれてくれてありがと   | 玉田真也 | 鈴木勇馬            | 5.4%   |
| 第8話                                                                       | 3月10日 | 君も大事な"家族"         | 野田慈伸 | 瀬野尾一            | 4.8%   |
| 第9話                                                                       | 3月17日 | 勇気をくれる大切な人     | 野田慈伸 | 猪股隆一            | 5.1%   |
| 最終話                                                                      | 3月24日 | 残酷な真実、やさしい真実 | 玉田真也 | 鈴木勇馬            | 5.7%   |
| 平均視聴率 5.3%（視聴率はビデオリサーチ調べ、関東地区・世帯・リアルタイム） |         |                          |          |                     |        |

## スピンオフドラマ
『僕たちの恋愛事情』（ぼくたちのれんあいじじょう）と『真犯人は誰だ?!』（しんはんにんはだれだ）のタイトルで、動画配信サービス「Hulu」にて、2月25日の第6話放送終了後と3月17日の第9話放送後からそれぞれ配信された。

### キャスト（僕たちの恋愛事情）
- 山口礼央 - 橘優輝[71]
- 野村栄太 - 堀野内智[71]
- 二見真子 - 蒼井陽奈
- 今村翔太郎 - 佐久間悠
- 松浦百花 - 大友花恋[71]
- 東名大学の学生 - 坂田秀晃[73]、川本光貴、澤田大樹、山下真人、ゆめぽて、湯上響花[74]、崎本紗衣、永井彩加[75]、高橋聖奈

### キャスト（真犯人は誰だ?!）
- 八重森ありす - 門脇麦[72]
- 松浦百花 - 大友花恋[72]
- 三國谷優作 - 前原瑞樹[72]
- 山口礼央 - 橘優輝[72]
- 野村栄太 - 堀野内智[72]

### スタッフ（スピンオフドラマ）
- 脚本 - 鈴木すみれ[71][72]
- 音楽 - 横山克
- 主題歌 - miwa「それでもただ」（Sony Music Labels Inc.）
- 監督 - 鈴木勇馬（僕たちの恋愛事情）[71]、瀬野尾一（真犯人は誰だ?!）[72]
- チーフプロデューサー - 三上絵里子
- プロデューサー - 鈴間広枝、諸田景子、松山雅則
- 制作協力 - トータルメディアコミュニケーション
- 製作著作 - 日本テレビ

### 配信日程（スピンオフドラマ）
| 各話             | 配信日  |
| ---------------- | ------- |
| 僕たちの恋愛事情 | 2月25日 |
| 真犯人は誰だ?!   | 3月17日 |